# Meditações Cartesianas
Meditações Cartesianas: Introdução à Fenomenologia é a reflexão de conjunto de Edmund Husserl sobre a problemática e o método da Fenomenologia. Estas reflexões foram inicialmente proferidas por Husserl, em alemão, numa série de conferências realizadas no Anfiteatro Descartes da Sorbonne, entre 23 e 25 de fevereiro de 1929. Nos dois anos seguintes, ele e o seu assistente, Eugene Fink, expandiram e melhoraram o texto dessas lições, o qual veio depois a ser publicado em livro, em língua francesa, com o mesmo título, em1931. O título Meditações Cartesianas deriva tão só do fato de se centrar em referências a Descartes e de terem sido proferidas naquele contexto em Paris.
Edmund Husserl, nunca publicou As Meditações Cartesianas em língua alemã. Este fato tem levado alguns comentadores a especular que Husserl não tinha ficado satisfeito com o trabalho, provavelmente relacionado com a introdução à Fenomenologia Transcendental ter ficado aquém dos seus objetivos. Para além disso, a colaboração de Fink , com a sua prolixidade e devaneio especulativo, não terá sido alheia a esse fato. Veio então a ser publicado pela coleção husserliana em 1950, numa cuidadosa edição de Stephan Strasser, como primeiro volume da série das obras de Edmund Husserl. Assim, existem ligeiras diferenças entre o texto original francês e o texto alemão.

## Conteúdo
Husserl retoma as meditações metafísicas de Descartes nas quais se inspira para as encaminhar no sentido da construção da Fenomenologia Transcendental. Os principais aspectos da Fenomenologia Transcendental de Husserl referem-se à redução transcendental – a epoché –, redução e fenomenologia eidética.
O trabalho está dividido em cinco meditações.
- Primeira meditação: O caminho para o Ego Transcendental;
- Segunda meditação: Abertura do campo de experiência transcendental segundo as suas estruturas universais;
- Terceira meditação: A problemática constitutiva. Verdade e efetividade;
- Quarta meditação: Desenvolvimento dos problemas constitutivos do próprio Ego Transcendental;
- Quinta meditação: Desvendamento da esfera de ser transcendental como intersubjectividade monadológica.

Na 5ª meditação, interpela o Eu da angústia cartesiana. Qual o caminho da imanência do Eu para a transcendência do Outro? Reconfigura a psicologia através da fenomenologia. Através do método da redução fenomenológica atinge-se o Eu Transcendental.